# Demilitariseret zone
En demilitariseret zone, eller DMZ er et område, typisk ved en grænse mellem to eller flere militære magter eller alliancer, hvor militær aktivitet ikke er tilladt. Oftest er en DMZ opstået på baggrund af en fredstraktat, våbenhvile eller anden aftale.
Selvom mange demilitariserede zoner også er neutrale territorier, er der også tilfælde hvor en zone vedbliver med at være demilitariseret selv om en stat får fuld kontrol med den. Det betyder at den normale ret til at have militære midler i zonen er sat ud af kraft.

## Nuværende demilitariserede zoner

### Afrika
- Der ligger en demilitariseret zone mellem det nordlige Marokko og Spanien gennem de spanske byer Ceuta og Melilla.

### Europa
- Den demilitariserede zone på Cypern deler den selvbestaltede Tyrkiske republik Nordcypern fra republikken Cypern. Zonen blev oprettet af FN i 1974 efter den tyrkiske invasion af Cypern.

- Åland er en selvstyrende øgruppe på den finske kyst. Åland blev en demilitariseret zone i 1856, en status der blev bekræftet i 1921 efter en svensk intervention i 1918 i forbindelse med den finske borgerkrig.

- Der eksisterer et neutralt territorium mellem den britiske kronkoloni Gibraltar og Spanien.

- Svalbard: Svalbardtraktaten af 9. februar 1920 anerkendte at Norge havde rettighederne til Svalbard, og gjorde området til en demilitariseret zone.

### Asien
- Mellem Kuwait og Irak.
- Den Koreanske demilitariserede zone (mellem Nordkorea og Sydkorea).
- Mellem Golan-højderne og Syrien.

### Antarktis
- Artikel 1 i Antarktistraktaten forbyder militær aktivitet på Antarktis.

## Tidligere demilitariserede zoner

### Asien
- Mellem Nordvietnam og Sydvietnam langs den 17. breddegrad